# Medveđa
Medveđa (Servisch: Медвећа, Albanees: Medvegja) is een gemeente in het Servische district Jablanica.
Medveđa telt 7.438 inwoners (2011). De oppervlakte bedraagt 524 km², de bevolkingsdichtheid is 14 inwoners per km².

## Bevolking
Volgens de volkstelling van 2011 heeft de stad 2.848 inwoners, terwijl de gemeente 7.438 inwoners heeft. Het aantal inwoners toont al sinds de jaren zestig een dalende trend: in 1961 woonden er nog 24.244 personen in de gemeente Medveđa.

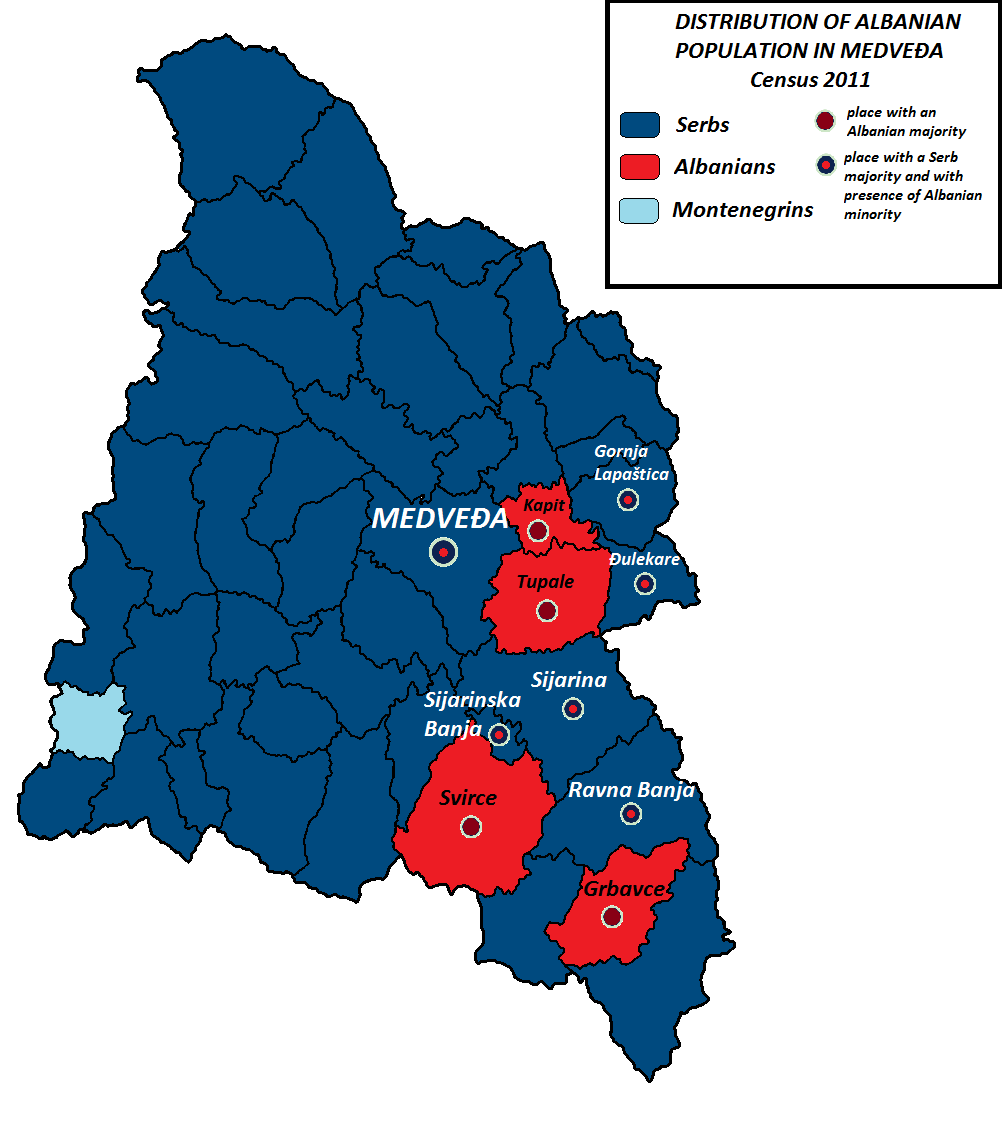
Etnische samenstelling van de gemeente in 2011

De gemeente heeft een Servische bevolkingsmeerderheid, maar er woont ook een significante gemeenschap van etnische Albanezen. De officiële volkstelling van 2011 is door de meeste Albanezen geboycot, wat resulteerde in slechts 527 Albanezen in de gemeente Medveđa (oftewel 7% van de bevolking). In 2002 identificeerden nog 2.816 (van de 10.760) inwoners zich met de Albanese etniciteit (26%).

## Nederzettingen
De gemeente bestaat behalve uit de hoofdplaats Medveđa uit de plaatsen Sijarinska Banja, Bogunovac, Borovac, Varadin, Velika Braina, Vrapce, Gazdare, Gornja Lapaštica, Gornji Bučumet, Gornji Gajtan, Grbavci, Gubavce, Gurgutovo, LLapashtica, Donji Bučumet, Donji Gajtan, Drence, Gjylekreshti, Kapit, Lece, Mala Braina, Marovac, Maćedonce, Maćedonce (Retkocersko), Medevce, Mrkonje, Negosavlje, Petrilje, Poroštica, Pusto Šilovo, Rama Banja, Retkocer, Rujkovac, Svirca, Sijarina, Sponce, Srednji Bučumet, Baja e Vjeter, Stubla, Tulare, Crni Vrh en Čokotin.